# 錦帯橋
錦帯橋（きんたいきょう）は、山口県岩国市の錦川に架橋された、5連の木造アーチ橋である。

## 概要

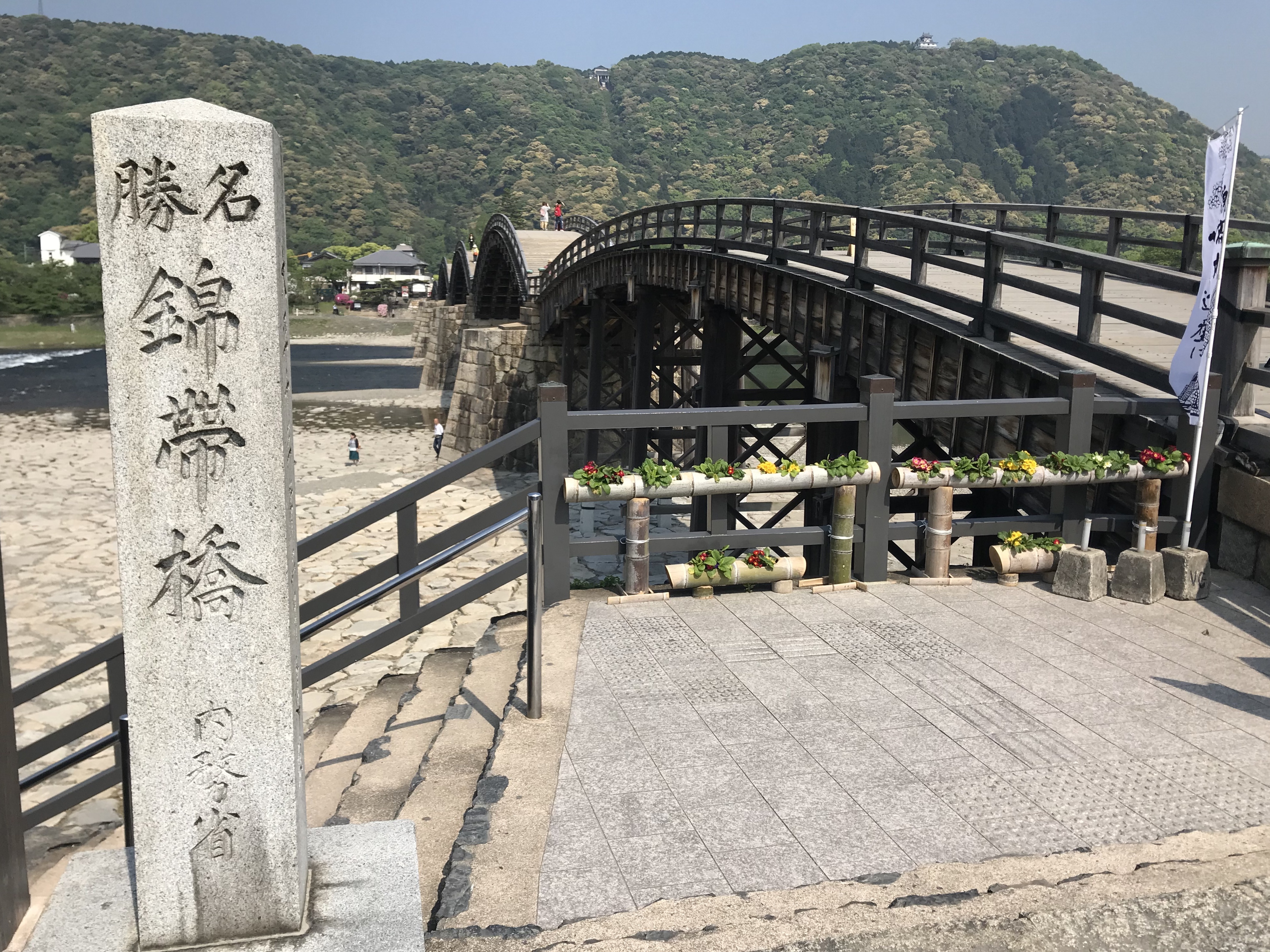
「名勝 錦帯橋 内務省」の標石。遠景として岩国城もみえる

日本三名橋や日本三大奇橋に数えられており、名勝に指定されている。藩政期史料には「大橋」と表記されることが多く、また「凌雲橋（りょううんばし）」「五竜橋（ごりゅうばし）」「帯雲橋（たいうんばし）」「算盤橋（そろばんばし）」などとも呼ばれていた。「錦帯橋」という美名は、完成後に定着した説が有力とされている。文書による初出は宇都宮遯庵の記述した文書内である。
5連のアーチからなるこの橋は、全長193.3メートル、幅員5.0メートルで、主要構造部は継手や仕口といった組木の技術によって、釘は1本も使わずに造られている。
石積の橋脚に5連の太鼓橋がアーチ状に組まれた構造で、世界的に見ても珍しい木造アーチ橋として知られる。
また美しいアーチ形状は、木だけでなく、鉄（鋼）の有効活用がなされて初めて実現したものである。杭州の西湖にある堤に架かる連なった橋からヒントを得て、1673年に創建された。西湖の錦帯橋とは2004年に姉妹橋となっている。現在、そのほとりには、錦帯橋友好の石碑が建立されている。
桜の名所として、吉香公園と共に日本さくら名所100選に選定されている。

## 歴史

### 創建時
錦帯橋は1673年（延宝元年）に、岩国藩主吉川広嘉によって建造されたものである。
初代岩国領主の吉川広家が岩国城を築城して以来、岩国城と錦川を挟んだ対岸にある城下町をつなぐ橋は数回架けられているが、錦川の洪水により流失していた。
3代領主の広嘉は、洪水に耐えられる橋を造ることに着手する。橋脚をなくせば流失を避けられるとのアイデアのもと、大工の児玉九郎右衛門を甲州に派遣し、橋脚がない跳ね橋（刎橋）である猿橋の調査を命じた。しかし、川幅30メートルの所に架けられている猿橋に対し、錦川の川幅は200メートルもあるため、同様の刎橋（はねばし）とするのは困難であった。
広嘉がある日、かき餅を焼いていたところ、弓なりに反ったかき餅を見て橋の形のヒントを得たという。また、明の帰化僧である独立性易から、杭州の西湖には島づたいに架けられた6連のアーチ橋があることを知り、これをもとに、連続したアーチ橋という基本構想に至ったともいわれている。アーチ間の橋台を石垣で強固にすることで、洪水に耐えられるというのである。
延宝元年（1673年）6月8日に基礎の鍬入れが始められ、児玉九郎右衛門の設計により、石で積み上げられた橋脚を川の堤防に2個、中間に4個の計6個築き、その上から片持ちの梁をせり出した木造の5連橋を架けた。広嘉は近くに住居を構えて自ら架橋工事の監督を行い、扇子を開いてアーチ橋の湾曲の形を決定したという。同年10月、錦帯橋は完成し、地元で家内睦まじいことで評判の農家清兵衛の一家12人による渡り初めが行われた。しかし、翌年の延宝2年（1674年）、洪水によって石の橋脚が壊れ、木橋も落ちてしまったので、同年、家来に石垣の研究をさせて橋台の敷石を強化し再建した。この改修は重要で、錦川の川底は堆積した川砂が深く形成されており、大雨による出水時には川底ごと流出するため橋脚が流されていた。写真などでは橋の構造部分が美しく表現され当時の技術の高さが強調されるが、川砂が流されないよう上流部から下流部にかけて川底を保護するために大量に敷石が広く埋め込まれており、この改良が功を奏し、その後は木材の腐朽に対処するために定期的な架け替え工事が行われながらも、昭和期まで250年以上流失することなくその姿を保った。
なお、橋は藩が管理し、藩内では掛け替え・補修の費用のために武士・農民など身分階級を問わず「橋出米」という税が徴収されていた。舟橋や渡船など初期に存在していた渡河方法ではなく、当時の建築技術や維持管理の難しさにも関わらず岩国藩がこのような構造物を企図し、建築し、維持しつづけたのには、岩国藩が城郭を建築（1608）した直後に一国一城令（1615）が発せられ、毛利家内で岩国城を残すよう嘆願したものの受け入れられず廃城となったことや、吉川家が毛利家の陪臣として扱われた（ただし参勤交代は行っていた）ことに対する意地があったと考えられている。錦帯橋は吉川家の所有物であるため、他藩他家の者や百姓などの自由な通行は許されず、藩士のみ通行が許されていた。百姓や町人などが横山地区の屋敷町に用事がある際には渡船をつかうのが定法であったが、門番に心づけを渡せばこっそり渡橋をさせてもらえる事もあったという。他藩が大名行列などで利用する際には吉川家に申し出て許可を得る必要があった。こういった行列が大名屋敷の前を通行する際には通常は槍持ちは槍を倒して礼を示すものとされていたが吉川家は陪臣であるとして槍をそのままに通行する無礼があり、このため錦帯橋の両岸には下り松が植えられたとの伝承がある。

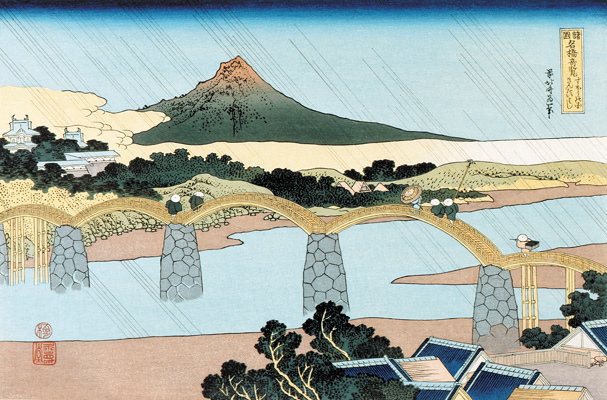
葛飾北斎の錦帯橋
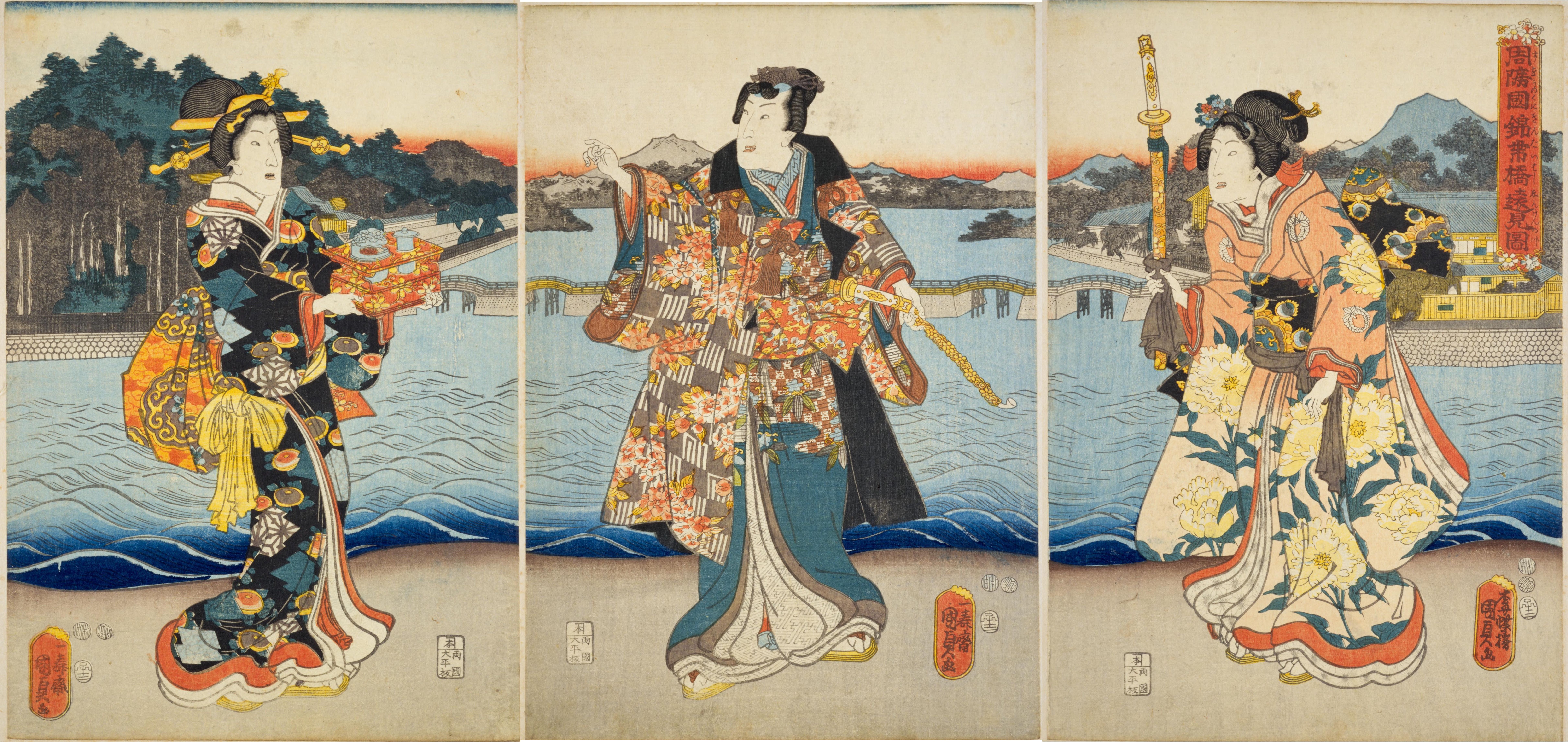
歌川国貞『周防国錦帯橋遠見図』
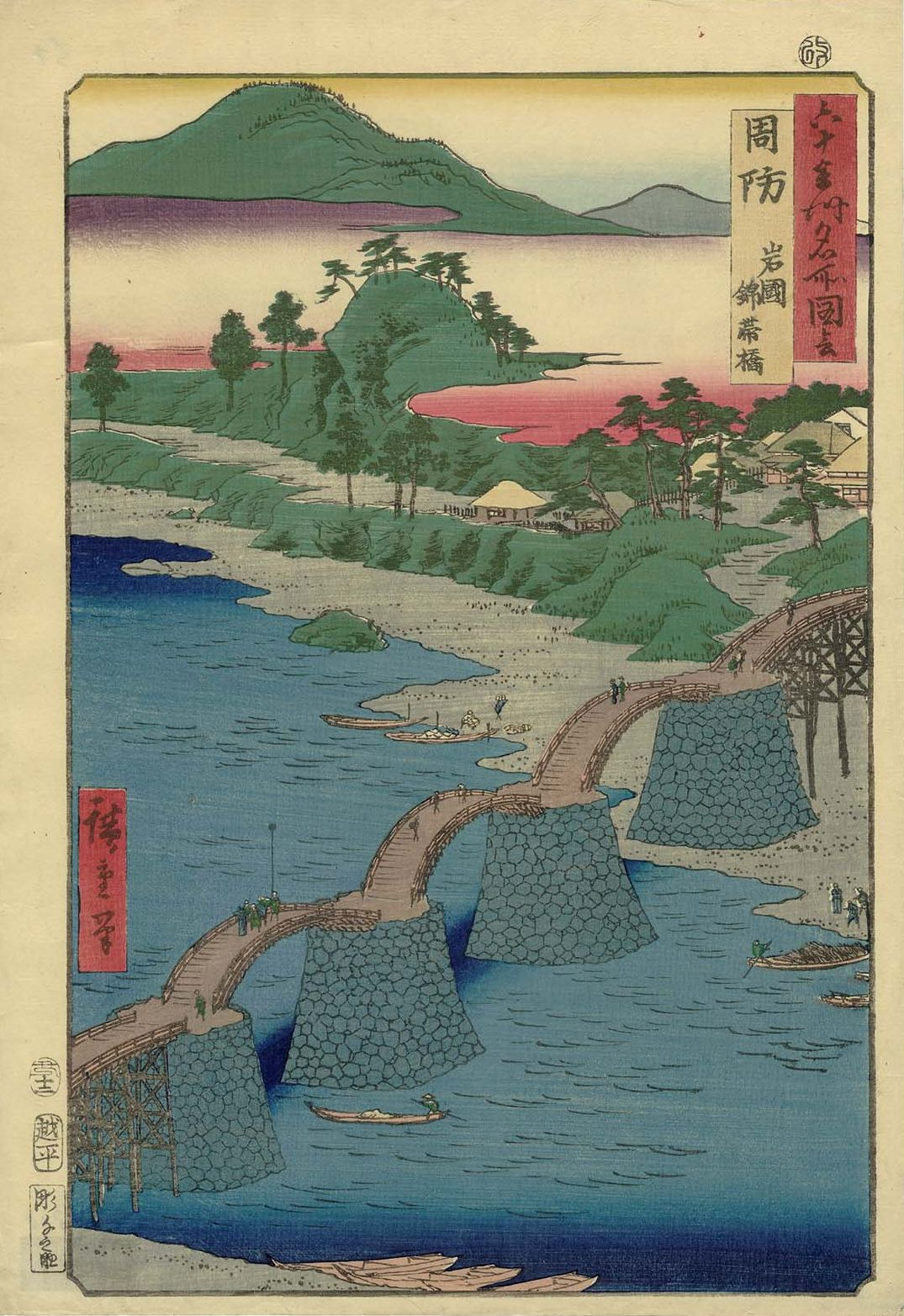
歌川広重『六十余州名所図会 周防 岩國 錦帯橋』
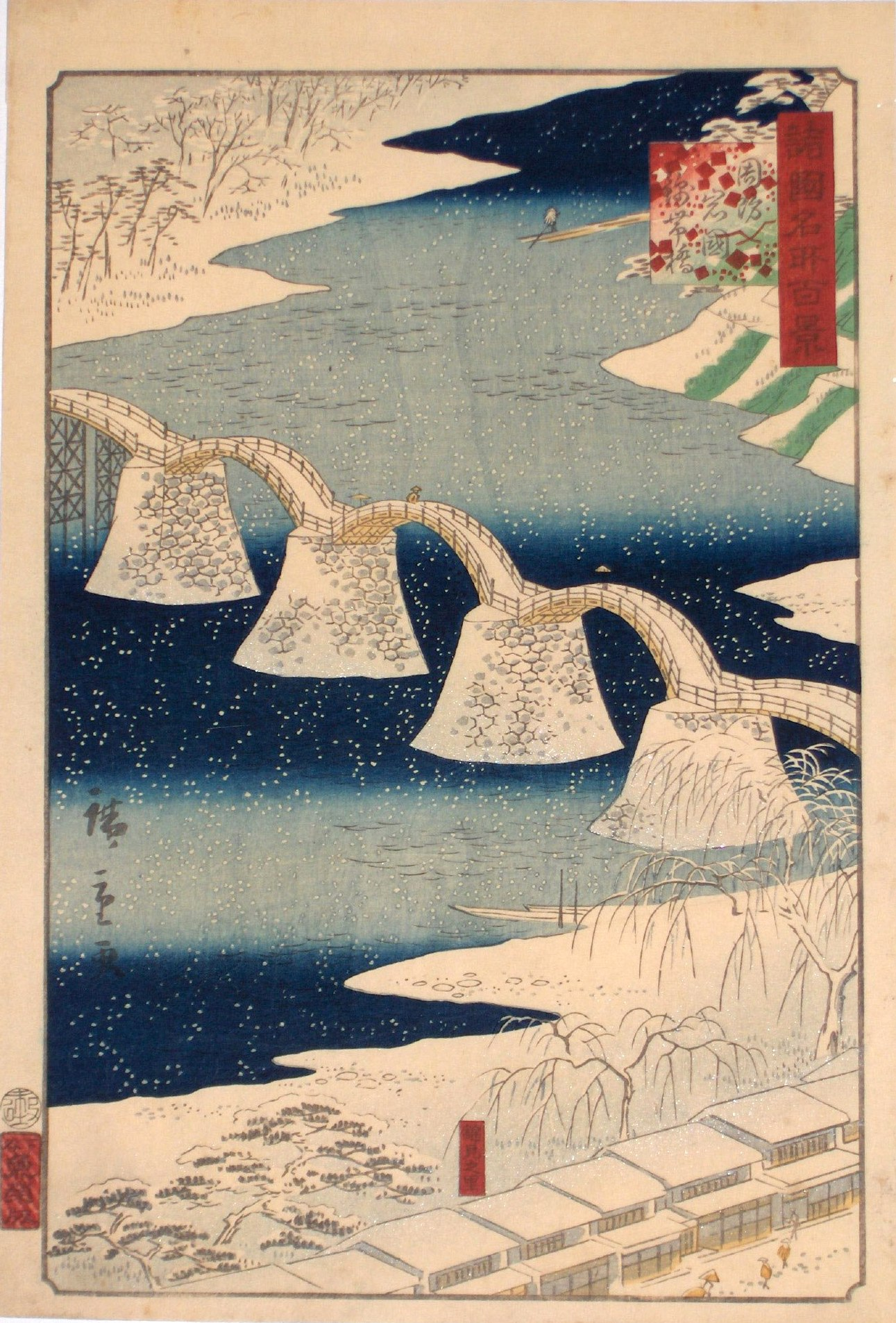
二代目歌川広重『諸国名所百景 周防岩国錦帯橋』

### 近代

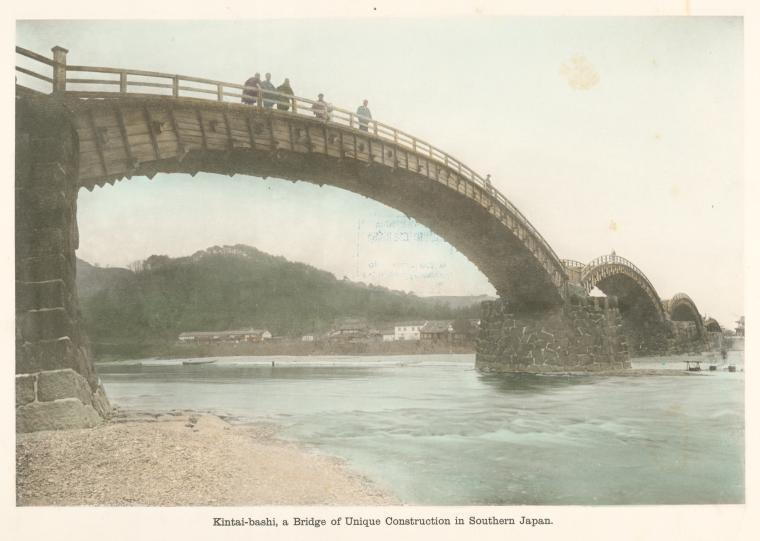
近代の錦帯橋（1919年以前）

1884年（明治17年）7月23日、威仁親王が御成。
1889年（明治22年）6月8日、山階宮晃親王と菊麿王が御成。
1890年（明治23年）6月30日、有栖川宮熾仁親王が御成。
明治時代になり橋を管理していた岩国藩が消滅すると、1895年（明治28年）に地元有志による「錦帯橋保存会」が設立され、掛け替え資金の募集を行うようになる。
1901年（明治34年）5月、文秀女王が岩国に御成。「人づてに きゝわたり来し この橋を うらまで見たる けふの嬉しさ」と和歌を詠んだ。
1922年（大正11年）3月、史蹟名勝天然紀念物保存法により名勝の指定を受ける。
1926年（大正15年）5月28日、皇太子裕仁親王（後の昭和天皇）が行啓。この際に子爵吉川元光は錦帯橋の模型などを献上した。

### 現代

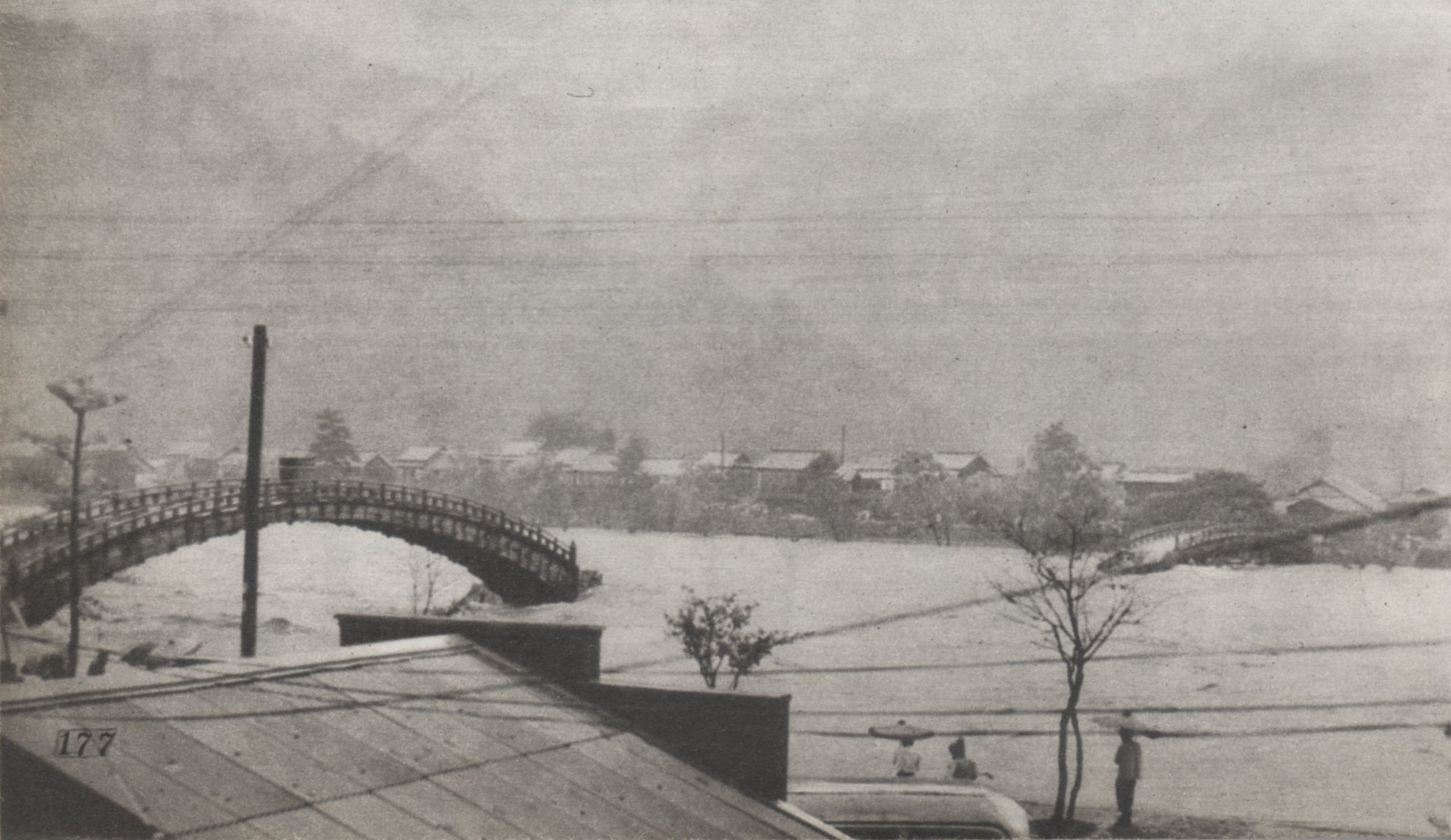
キジア台風で流失した錦帯橋（1950年9月）

1950年（昭和25年）9月14日、折からのキジア台風により第四橋の橋脚から崩壊し、錦帯橋はほぼ完全に流失してしまう。276年間流されなかった錦帯橋が流失した原因としては、直前までの第二次世界大戦下で橋の補修が疎かになっていたことや、戦時中の燃料不足の中でマツの精油（松根油）を採取するためなどで上流域の森林伐採が進み、保水力が落ちていたこと、進駐してきたアメリカ軍が前年に岩国基地滑走路を拡張した際に錦帯橋付近から大量のバラス（砂利）を採取したことで河床の落差が急に大きくなっていたことなどの要因が指摘されてもいる。
翌1951年から復旧工事が始まり、1953年（昭和28年）に再建が完了。コンクリート製での再建案もあったが、市民の求めで木製で再建された。
1963年（昭和38年）9月18日、皇太子明仁親王（平成の天皇）と美智子妃が行啓。
2001年（平成13年）より2004年（平成16年）に26億円をかけて、約50年ぶりに橋体部分の架け替え工事が行われた。工事は各年の晩秋から早春の、錦川の水量が減る時期に施工された。

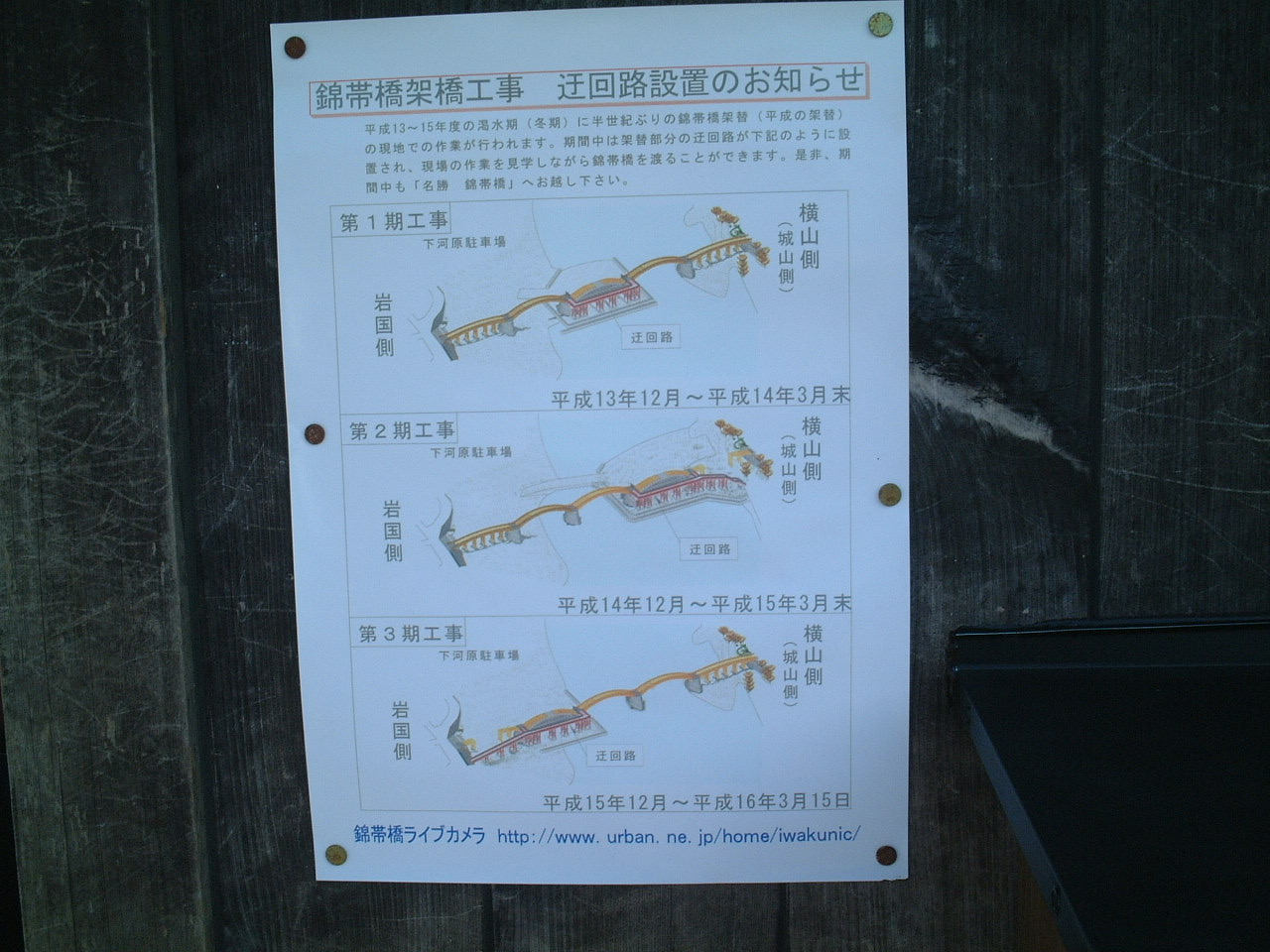
2001年から行われた架け替え工事の計画表（2001年11月撮影）
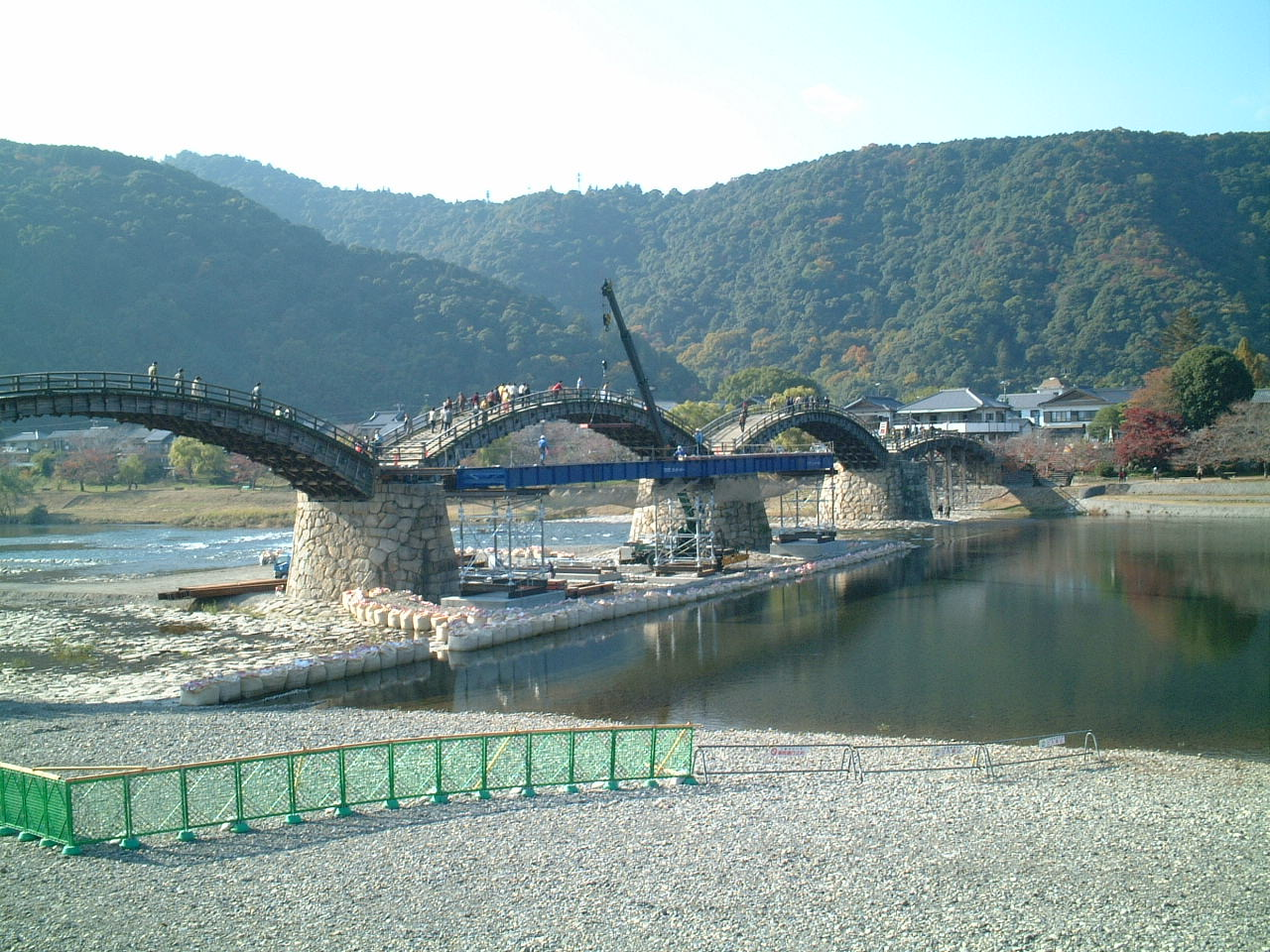
工事中の錦帯橋（2001年11月）
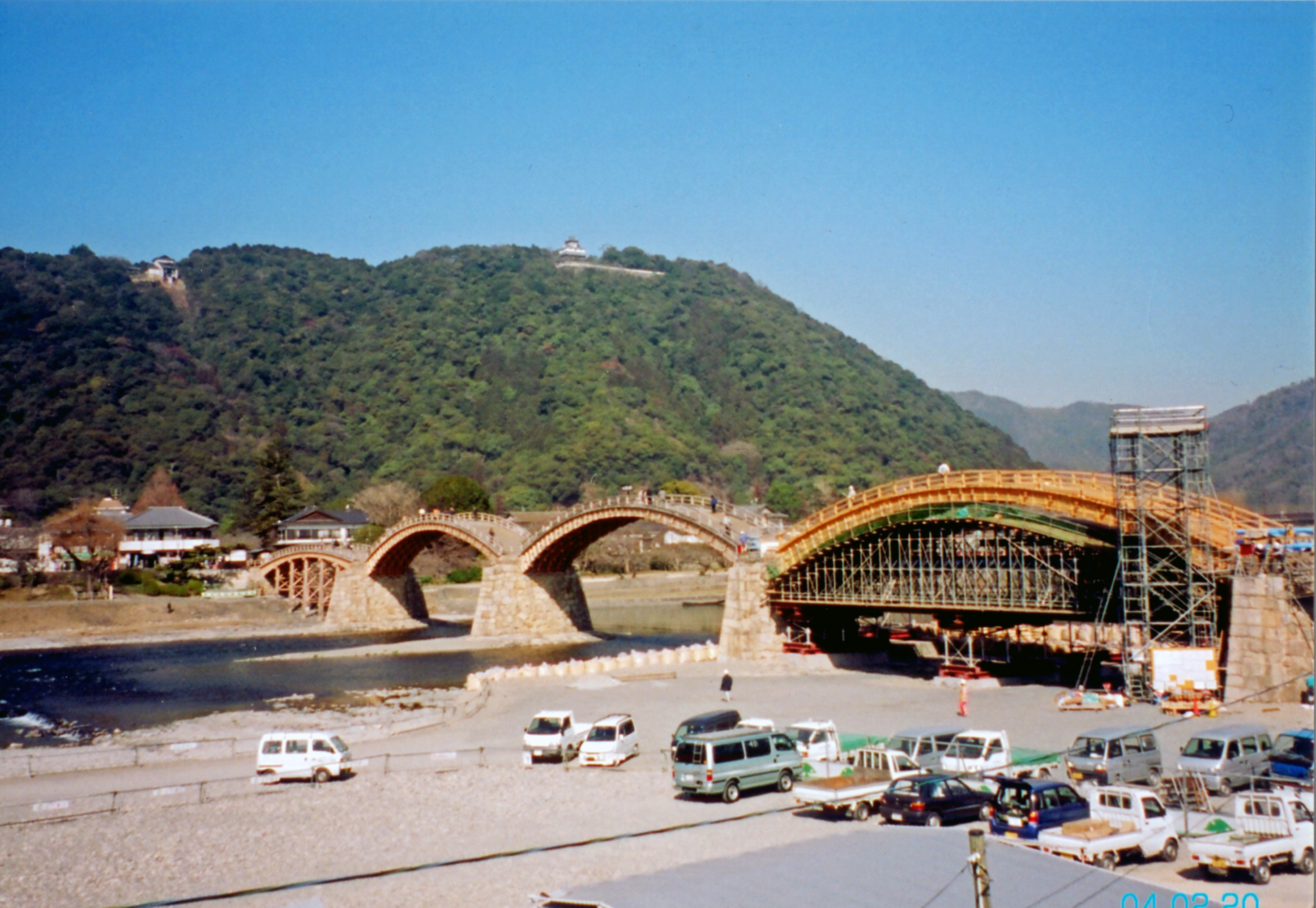
工事中の錦帯橋（2004年2月）

2005年（平成17年）9月6日から翌7日にかけて九州北部・山陰沖を通過した台風14号により、第一橋の橋脚2基が流失した。後に約4000万円かけて復旧工事が行われ今に至る。

## 特徴

### 構造
| 【橋の下に舟を浮べて】人づてに きゝわたり来し この橋を うらまで見たる けふの嬉しさ ――文秀女王の和歌 |

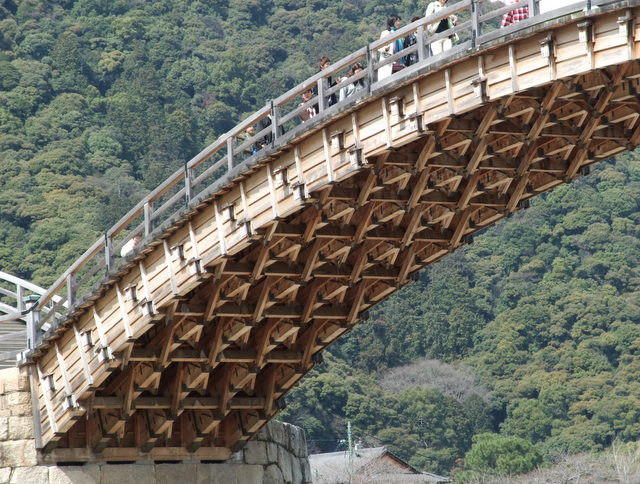
錦帯橋の裏側

川幅約200メートルの河川内に4つの橋脚を持つ5連の木造橋で、中央3連がアーチ橋、両端が桁橋構造を持つ反橋となっている。長さはアーチ橋が35.1メートル、桁橋は34.8メートル。
アーチ橋の構造は、左右の橋脚を起点に橋桁の1番桁から11番桁まで順次勾配を緩めながら先に突き出るように重ねていき、9番桁鼻間に大棟木（おおむなぎ）、10番桁鼻間に小棟木を入れる。
こうした構造形式は世界的にも珍しく、ユネスコの世界遺産に登録されている橋梁の中にも、類似の構造をもった木造橋は見られない。
2005年の台風被害の際は、桁橋の橋脚の一部が流失したにもかかわらず橋体には被害がなかった。橋脚に衝撃を受けた場合、接続部のホゾ構造が橋本体に損傷を与えずに抜ける構造になっていたためである。
なお、2001年、錦帯橋のアーチ形状は、カテナリー曲線（懸垂線）である可能性を複数の研究者が指摘している。
2023年12月　350年間謎であった錦帯橋アーチ設計法が解明される。

### 材質
現在の橋体に使われている木材はアカマツ、ヒノキ、ケヤキ、クリ、カシ、ヒバで、木材の特性により使い分けられている。平成の架け替えの際は全国から約7年かけて木材が集められ、100%国産材で造られた。なお、桁橋の橋杭には本来のマツに代え、腐りにくい青森県産のヒバが初めて使われた。
一方、橋脚の石垣や河床の石畳は創建後に造り替えられた記録はなく、昭和の再建の際も崩壊した石材を集めて造り直された。このため、錦帯橋で唯一、創建時の部材が残っている箇所と言われている。ただし石垣の内部には、昭和の再建の際にコンクリートが打ち込まれている。

### 技術の継承
錦帯橋は、創建時から現代までの修復記録が藩政の史料などでほぼ完全に残り、歴代の大工棟梁の人物名も全て分かっている。
記録によると、江戸期にはアーチ橋（第二、第三、第四橋）は約20年ごと、桁橋（第一、第五橋）は約40年ごとに架け替えられ、橋板や高欄は約15年ごとに取り替えられてきた。現代までに行われた架け替え工事の回数は、第一橋10回、第二橋14回、第三橋14回、第四橋16回、第五橋9回である。橋自体は50年以上持つにもかかわらずこうした手法が採られたのは、大工技術の継承の意味合いが大きかったと推測されている。
現存する絵図面は、2回目の架け替えとなる1699年（元禄12年）のものが最古。そのほかにも12枚が残る。これらの架け替え記録から、架け替えのたびに改良が加えられ、1796年（寛政8年）の改良で現在の形状が定まったことがわかっている。以後210年間、形状や意匠の変更はされていない。
平成の架け替えの際は、こうした古図をもとに当時の技術の再現をめざすため、設計や測量は全て尺貫法で行われた。構造をささえるための締め金具や釘などもステンレス製などは一切使わず、手打ちしたたたら鉄の再現品が用意された。昭和の修復のさいに欄干の装飾が擬宝珠に変えられていたがこれも旧来の板囲いのものに戻された。
江戸後期には架け替えに必要な用材を確保するため、計画的な植林がされていた記録が残っている。現代においても、岩国市は将来にわたって架け替え材の自給をめざす「錦帯橋用材備蓄林200年構想」を打ち出して植林活動を実施している。
吉香公園内には錦帯橋を模した実験橋（錦帯橋実験橋）が設置されており、過去に採用された木材の各種接合方式の腐朽の程度を比較測定する目的とともに、観光客の興味にも提供されている。

## 入橋料
1966年以降は、観光客から「入橋料」を徴収し、掛け替え・管理の財源に充てられるようになった。「通行料」ではなく、往復同額である。
料金所の営業時間は8時から17時まで（夏期は19時まで）で、それ以外の時間帯では、夜間料金箱に料金を入れて渡るようになっている。
渡橋自体は、24時間可能である(夜間ライトアップは22時まで)。

## 車両等の進入、損壊

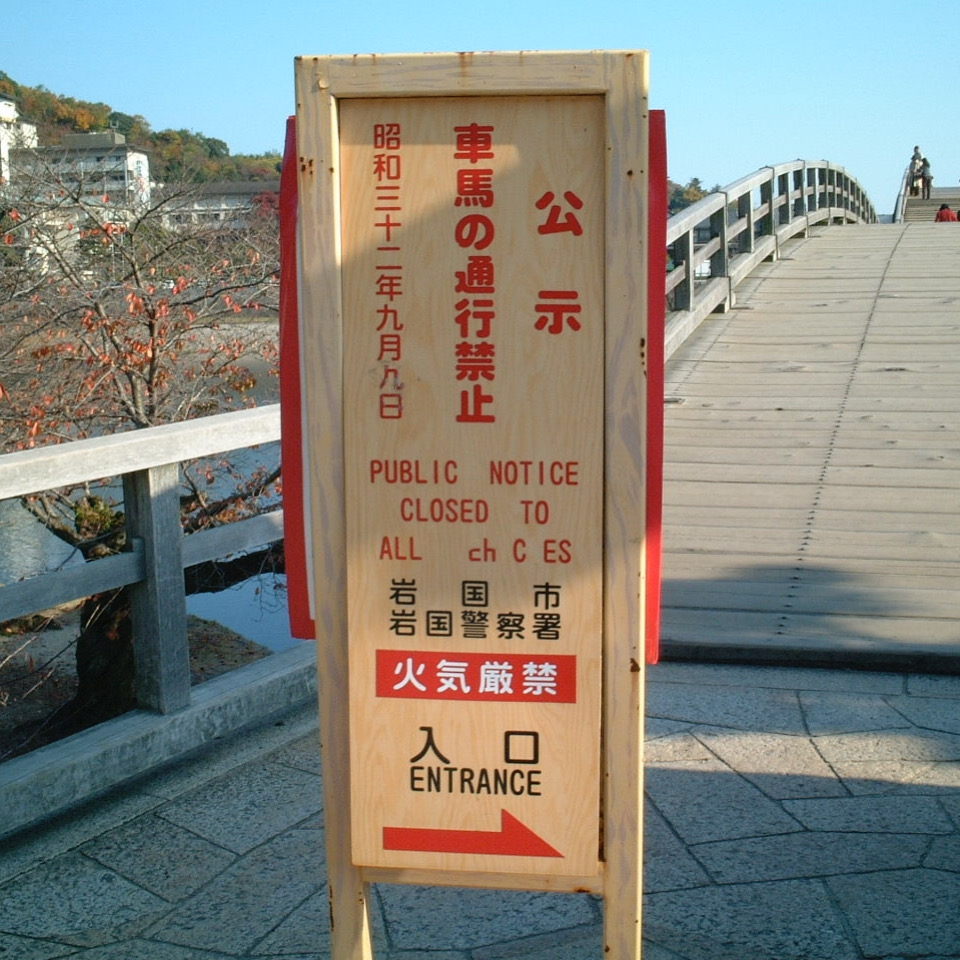
橋の入口に掲示されている「車馬の通行禁止」公示(2001年11月撮影)

橋は、車両の進入が禁止されている。橋を破損させた場合、文化財保護法に触れるほか、損壊した箇所の修復に要する費用を請求されることがある。
- 1998年（平成10年）5月6日、橋を軽トラックで渡った3人の男が逮捕された。橋についた傷を修復するのに約220万円の費用がかかった。
- 2020年（令和2年）7月17日、橋を400ccのオートバイで渡った男が後日警察に出頭、逮捕された[20]。
- 2021年（令和3年）1月25日には、橋でスケートボードをしていた数人が橋板4枚を損傷させたとして、警察が文化財保護法違反の容疑で事情聴取を行った[21]。

## アクセス
鉄道
路線バスは、いわくにバスと防長交通の2事業者によって運行される。各路線とも「錦帯橋」停留所下車、徒歩1分である。なお、各駅からの運行系統（太字で記載）と所要時間は下記を参照。
- 山陽新幹線
  - 新岩国駅
    - いわくにバス
      - 運行系統：21・22・26

    - 防長交通
      - 運行系統：12
        - 所要時間：約15分[23]
        - ※錦川鉄道錦川清流線の清流新岩国駅からのアクセスは上記を参照。

- 山陽本線
  - 岩国駅
    - いわくにバス
      - 運行系統：11・14・21・22・23・34 ほか

    - 防長交通
      - 運行系統：100
        - 所要時間：約20分[23]（※「ほか」と記した系統は遠回りとなるため省略）

  - 南岩国駅
    - いわくにバス
      - 運行系統：30
        - 所要時間：約30分

- 岩徳線
  - 西岩国駅
    - いわくにバス
      - 運行系統：16・51
      - ※駅発着の本数は少ないが、東錦見（）停留所に行くと本数が増える（同停留所まで徒歩約5分、そこからバスで約10分）。
        - 所要時間：約10分[23]

  - 川西駅
    - 徒歩約20分[23]
      - ※川西駅にはバスは乗り入れない。

高速バス
- 広島バスセンター
  - いわくにバス
    - 「錦帯ブルーライナー」
      - 所要時間：約60分[23]

自動車
- 中国自動車道
  - 岩国ICから約10分。
- 国道2号
  - 立石交差点（国道189号の終点）から約10分。

## ギャラリー

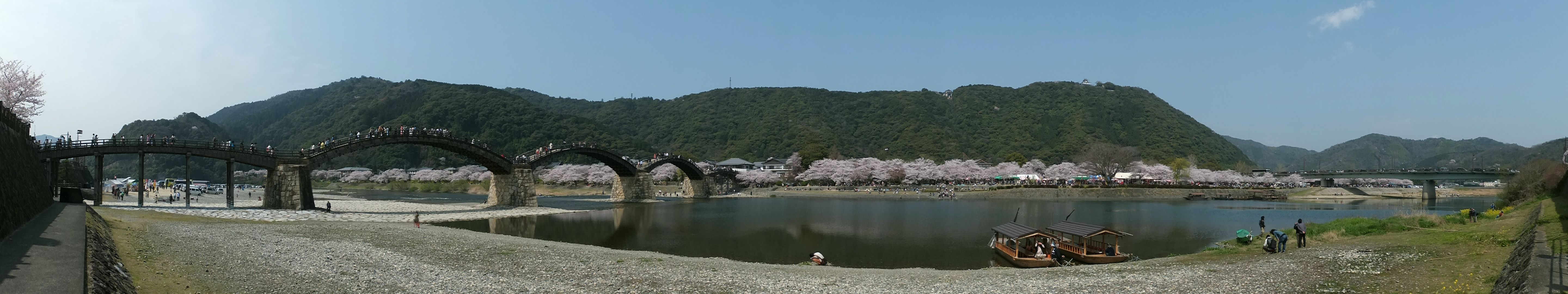
錦川と錦帯橋

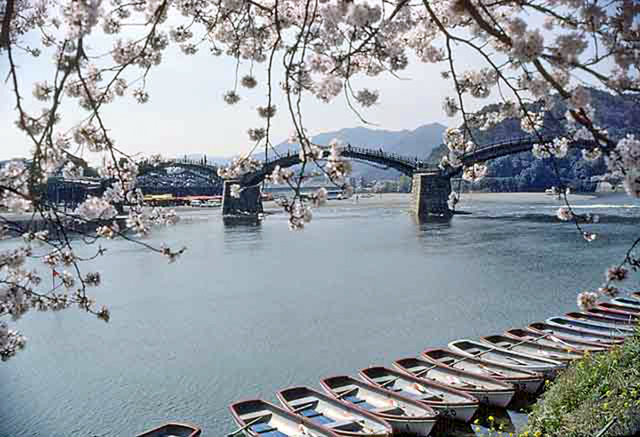
錦帯橋と桜
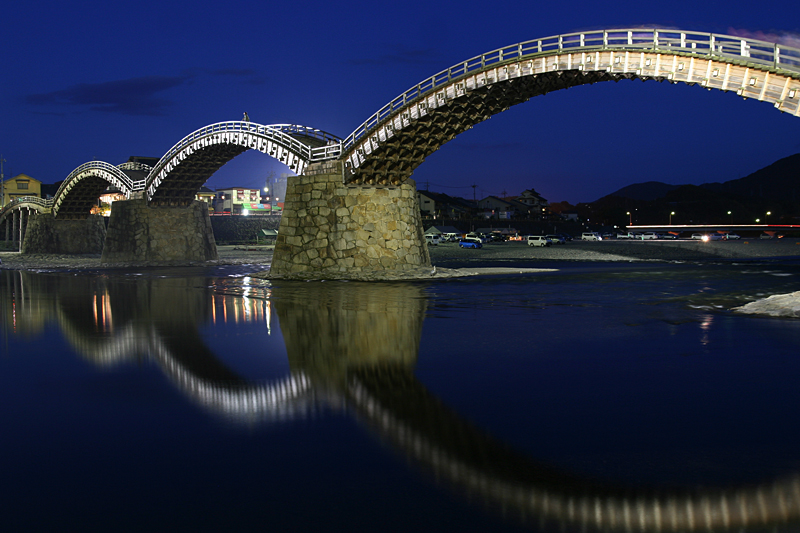
夜の錦帯橋

## CMのロケ地
この橋は下記の各CMのロケ地として登場した。
- 金鳥かとりせんこう - 1985年夏に放映。「金鳥の夏、日本の夏。」シリーズの1つ。小柳はこの橋で渦巻音頭を踊った。
  - 出演・歌：小柳ルミ子

- アサヒスーパードライ ドライプレミアム - 2015年のお歳暮シーズンに放映（※同年11月9日から放映していた[24]）。
  - 出演・歌：福山雅治